# 懷德弗勞爾 (加利福尼亞州)
懷德弗勞爾（英語：Wildflower）是位於美國加利福尼亞州弗雷斯諾縣的一個非建制地區。該地的面積和人口皆未知。

## 地理
懷德弗勞爾的座標為36°30′14″N 119°40′59″W / 36.50389°N 119.68306°W，而該地的平均海拔高度為82米（即269英尺）。